# Гуавьяре (департамент)
Гуавья́ре (исп. Guaviare) — один из департаментов Колумбии. Располагается в южной части страны. Административный центр — город Сан-Хосе-дель-Гуавьяре. На территории депертамента частично расположен национальный парк Чирибикете — крупнейший национальный парк Колумбии.

## Муниципалитеты

Муниципалитеты департамента Гуавияре.

| № на карте | Флаг | Муниципалитеты                                 | Площадь, км² | Население, чел. (2010) |
| ---------- | ---- | ---------------------------------------------- | ------------ | ---------------------- |
| 1          |      | Каламар (Calamar)                              | 14 300       | 10 160                 |
| 2          |      | Эль-Реторно (El Retorno)                       | 12 958       | 19 063                 |
| 3          |      | Мирафлорес (Miraflores)                        | 12 914       | 11 311                 |
| 4          |      | Сан-Хосе-дель-Гуавияре (San José del Guaviare) | 16 654       | 45 573                 |

## Наскальные рисунки
Крупнейшую коллекцию наскальной живописи в тропических лесах Амазонки на скальном массиве Серранья-Ла-Линдоса в департаменте Гуавьяре (национальный парк Чирибикете) назвали «Сикстинская капелла древних времён» (“the Sistine Chapel of the ancients”). На одной из скал было найдено изображение мастодонта, вымершего в Южной Америке как минимум 12 тыс. л. н. Для трёх скальных убежищ получены калиброванные датировки между ~12 600 и ~11 800 лет до настоящего времени. Также в Ла-Линдосе нашли изображения гигантского наземного ленивца, хоботного гомфотерия, лошади и трёхпалых копытных макраухений с хоботом. В пещерах хребта Чирибикете на высоте от 200 до 1000 метров над уровнем моря в огромных количествах обнаружены хорошо сохранившиеся наскальные рисунки (см. Скальные убежища Чирибикете).